# Powiat Rebun
Powiat Rebun (jap. 礼文郡 Rebun-gun) – powiat w Japonii, w prefekturze Hokkaido, w podprefekturze Sōya. W 2024 roku liczył 2357 mieszkańców.

## Miejscowości
- Rebun